# John Newman
John William Peter Newman (Settle, 1990. június 16. –) angol énekes, zenész, dalszerző és zenei producer, James Newman énekes-dalszerző öccse. Legismertebb dala a 2013-as Love Me Again, amely a brit kislemezlista élére tudott kerülni, továbbá a Rudimentallal közös Feel the Love és Not Giving In című dalok. 2014-ben Calvin Harris Blame című szerzeményében énekelt, amely dal szintén a kislemezlisták élére jutott. A 2014-es Brit Awards-on három díjra is jelölték.

## Diszkográfia

### Nagylemezek
- Tribute (2013)
- Revolve (2015)